# ماريو كارلوس
ماريو كارلوس (12 فبراير 1983 بسيتوبال في البرتغال - ) هو لاعب كرة قدم برتغالي في مركز الهجوم. شارك مع منتخب البرتغال تحت 16 سنة لكرة القدم ومنتخب البرتغال تحت 17 سنة لكرة القدم ومنتخب البرتغال تحت 19 سنة لكرة القدم ومنتخب البرتغال تحت 20 سنة لكرة القدم ومنتخب البرتغال تحت 21 سنة لكرة القدم. أما مع النوادي، فقد لعب مع نادي إيرميس أراديبو ونادي سمورة ونادي فيتوريا سيتوبال وناسيونال ماديرا ويو دي ليريا ونادي بايرنسيه ونادي إيسبينهو وChalkanoras Idaliou ‏ ونادي فارول كونستانتسا وألكي لارانكا ‏.

## وصلات خارجية
- ماريو كارلوس على موقع قاعدة بيانات كرة القدم.إي يو (الإنجليزية)
- ماريو كارلوس على موقع عالم كرة القدم.نت (الإنجليزية)